# Campeonato Sudamericano 1955
El Campeonato Sudamericano de Selecciones 1955 fue la 23.ª edición del Campeonato Sudamericano de Selecciones, competición que posteriormente sería denominada como Copa América y que es el principal torneo internacional de fútbol por selecciones nacionales en América del Sur. Se desarrolló en Santiago, Chile, entre el 27 de febrero y el 25 de marzo de 1955.
Finalizó con el seleccionado argentino como campeón con un total de 9 puntos. Enrique Hormazábal de Chile fue nombrado el mejor jugador del campeonato y Rodolfo Micheli de Argentina fue el máximo goleador con un total de 8 goles.

## Organización

### Sede
| Santiago                       |
| ------------------------------ |
| Estadio Nacional               |
| Capacidad: 50 000 espectadores |
|                                |

## Equipos participantes
| Equipos participantes | Equipos participantes | Equipos participantes |
| --------------------- | --------------------- | --------------------- |
| Argentina             | Chile                 | Ecuador               |
| Paraguay              | Perú                  | Uruguay               |

## Resultados

### Posiciones
| Selección | Pts. | PJ | PG | PE | PP | GF | GC | Dif |
| --------- | ---- | -- | -- | -- | -- | -- | -- | --- |
| Argentina | 9    | 5  | 4  | 1  | 0  | 18 | 6  | +12 |
| Chile     | 7    | 5  | 3  | 1  | 1  | 19 | 8  | +11 |
| Perú      | 6    | 5  | 2  | 2  | 1  | 13 | 11 | +2  |
| Uruguay   | 5    | 5  | 2  | 1  | 2  | 12 | 12 | 0   |
| Paraguay  | 3    | 5  | 1  | 1  | 3  | 7  | 14 | –7  |
| Ecuador   | 0    | 5  | 0  | 0  | 5  | 4  | 22 | –18 |

### Partidos
| 27 de febrero de 1955 | Chile                                                                | 7:1 (4:0) | Ecuador         | Estadio Nacional, Santiago                                                 |                                                                            |
|                       | Hormazábal 27', 47' 53' · Díaz 31', 35' · Meléndez 33' · Robledo 55' |           | 64' Villacreses | Asistencia: 40 000 espectadores Árbitro(s): Washington Rodríguez (Uruguay) | Asistencia: 40 000 espectadores Árbitro(s): Washington Rodríguez (Uruguay) |

| 2 de marzo de 1955 | Argentina                                       | 5:3 (2:1) | Paraguay                                | Estadio Nacional, Santiago                                             |                                                                        |
|                    | Micheli 5', 18' (pen.), 64', 83' · Borrello 74' |           | 13' Rolón · 47' Martínez · 89' Villalba | Asistencia: 35 000 espectadores Árbitro(s): Juan Carlos Robles (Chile) | Asistencia: 35 000 espectadores Árbitro(s): Juan Carlos Robles (Chile) |

| 2 de marzo de 1955 | Chile                                                            | 5:4 (2:1) | Perú                                                                   | Estadio Nacional, Santiago                                           |                                                                      |
|                    | Muñoz 9' · Robledo 13', 57' · Hormazábal 52' · Ramírez Banda 84' |           | 35' Castillo · 62' Barbadillo · 63' (pen.) Heredia · 83' Gómez Sánchez | Asistencia: 50 000 espectadores Árbitro(s): Harry Dykes (Inglaterra) | Asistencia: 50 000 espectadores Árbitro(s): Harry Dykes (Inglaterra) |

| 9 de marzo de 1955 | Uruguay                                    | 3:1 (2:1) | Paraguay  | Estadio Nacional, Santiago                                                |                                                                           |
|                    | Borges 2' · Abbadie 5' · Míguez 86' (pen.) |           | 23' Rolón | Asistencia: 48 000 espectadores Árbitro(s): Juan Regis Brozzi (Argentina) | Asistencia: 48 000 espectadores Árbitro(s): Juan Regis Brozzi (Argentina) |

| 9 de marzo de 1955 | Ecuador | 0:4 (0:3) | Argentina                                             | Estadio Nacional, Santiago                                             |                                                                        |
|                    |         |           | 11' Bonelli · 24' Grillo · 28' Micheli · 71' Borrello | Asistencia: 40 000 espectadores Árbitro(s): Juan Carlos Robles (Chile) | Asistencia: 40 000 espectadores Árbitro(s): Juan Carlos Robles (Chile) |

| 9 de marzo de 1955 | Ecuador         | 2:4 (1:3) | Perú                                       | Estadio Nacional, Santiago                                             |                                                                        |
|                    | Matute 34', 61' |           | 11', 15' Gómez Sánchez · 29', 88' Gonzabay | Asistencia: 50 000 espectadores Árbitro(s): Juan Carlos Robles (Chile) | Asistencia: 50 000 espectadores Árbitro(s): Juan Carlos Robles (Chile) |

| 13 de marzo de 1955 | Chile                      | 2:2 (1:2) | Uruguay         | Estadio Nacional, Santiago                                                |                                                                           |
|                     | Muñoz 30' · Hormazábal 72' |           | 24', 41' Galván | Asistencia: 50 000 espectadores Árbitro(s): Juan Regis Brozzi (Argentina) | Asistencia: 50 000 espectadores Árbitro(s): Juan Regis Brozzi (Argentina) |

| 13 de marzo de 1955 | Ecuador | 0:2 (0:2) | Paraguay              | Estadio Nacional, Santiago                                             |                                                                        |
|                     |         |           | 16', 32' (pen.) Rolón | Asistencia: 35 000 espectadores Árbitro(s): Juan Carlos Robles (Chile) | Asistencia: 35 000 espectadores Árbitro(s): Juan Carlos Robles (Chile) |

| 13 de marzo de 1955 | Argentina                  | 2:2 (2:1) | Perú                   | Estadio Nacional, Santiago                                                 |                                                                            |
|                     | Grillo 7' · Cecconatto 41' |           | 23', 57' Gómez Sánchez | Asistencia: 23 000 espectadores Árbitro(s): Washington Rodríguez (Uruguay) | Asistencia: 23 000 espectadores Árbitro(s): Washington Rodríguez (Uruguay) |

| 17 de marzo de 1955 | Chile                                               | 5:0 (1:0) | Paraguay | Estadio Nacional, Santiago                                                 |                                                                            |
|                     | Meléndez 10', 52' · Muñoz 77', 79' · Hormazábal 82' |           |          | Asistencia: 55 000 espectadores Árbitro(s): Washington Rodríguez (Uruguay) | Asistencia: 55 000 espectadores Árbitro(s): Washington Rodríguez (Uruguay) |

| 18 de marzo de 1955 | Paraguay  | 1:1 (0:1) | Perú      | Estadio Nacional, Santiago                                                |                                                                           |
|                     | Rolón 65' |           | 33' Terry | Asistencia: 25 000 espectadores Árbitro(s): Juan Regis Brozzi (Argentina) | Asistencia: 25 000 espectadores Árbitro(s): Juan Regis Brozzi (Argentina) |

| 18 de marzo de 1955 | Uruguay                                               | 5:1 (3:1) | Ecuador           | Estadio Nacional, Santiago                                              |                                                                         |
|                     | Galván 4' · Míguez 12' · Abbadie 26', 80' · Pérez 54' |           | 36' (pen.) Matute | Asistencia: 25 000 espectadores Árbitro(s): Roberto González (Paraguay) | Asistencia: 25 000 espectadores Árbitro(s): Roberto González (Paraguay) |

| 23 de marzo de 1955 | Uruguay    | 1:6 (1:2) | Argentina                                              | Estadio Nacional, Santiago                                             |                                                                        |
|                     | Míguez 32' |           | 37', 61' Micheli · 39', 71', 87' Labruna · 76' Borello | Asistencia: 35 000 espectadores Árbitro(s): Juan Carlos Robles (Chile) | Asistencia: 35 000 espectadores Árbitro(s): Juan Carlos Robles (Chile) |

| 29 de marzo de 1955 | Uruguay   | 1:2 (0:1) | Perú                             | Estadio Nacional, Santiago                                             |                                                                        |
|                     | Morel 72' |           | 11' Castillo · 68' Gómez Sánchez | Asistencia: 65 000 espectadores Árbitro(s): Juan Carlos Robles (Chile) | Asistencia: 65 000 espectadores Árbitro(s): Juan Carlos Robles (Chile) |

| 29 de marzo de 1955 | Chile | 0:1 (0:0) | Argentina   | Estadio Nacional, Santiago                                                 |                                                                            |
| |       |           | 59' Micheli | Asistencia: 65 000 espectadores Árbitro(s): Washington Rodríguez (Uruguay) | Asistencia: 65 000 espectadores Árbitro(s): Washington Rodríguez (Uruguay) |
| Si bien en este campeonato por existir el sistema de una liguilla de todos contra todos no había una final fija, el campeón se decidió coincidentemente en el último partido, donde Argentina llegaba empatada en puntaje con Chile. Finalmente la visita se impone agónicamente ante la mirada atónita de 65 000 personas; ya que de haber terminado en empate, se habría tenido que jugar un único partido extra para definir al campeón. Cabe destacar que con esta final, en Chile se produjo una gran expectación lo que hizo que mucha gente se abalanzara a buscar entradas, una descoordinación en la apertura de las boleterías causó la muerte de seis personas aplastadas en las rejas por estampidas de gente, además de cerca de una quincena de heridos. Segunda vuelta olímpica que se da en la Copa América. |       |           |             |                                                                            |                                                                            |

| Chile 0                                                            | Argentina 1                               |
| ------------------------------------------------------------------ | ----------------------------------------- |
| Misael Escuti                                                      | Julio Elías Musimessi                     |
| Rodolfo Almeyda                                                    | Pedro Dellacha                            |
| Manuel Álvarez                                                     | Federico Vairo                            |
| Ramiro Cortés                                                      | Juan Francisco Lombardo                   |
| Eduardo Robledo                                                    | Arnaldo Balay                             |
| Isaac Carrasco                                                     | Ernesto Gutiérrez                         |
| Enrique Hormazábal                                                 | Rodolfo Micheli                           |
| Jaime Ramírez Banda                                                | Carlos Cecconato                          |
| Manuel Muñoz                                                       | José Borello                              |
| Jorge Robledo                                                      | Ángel Labruna                             |
| René Meléndez                                                      | Ernesto Cucchiaroni                       |
| DT: Luis Tirado                                                    | DT: Guillermo Stábile                     |
| Cambios: Guillermo Díaz Carmona (Muñoz) Sergio Espinoza (Meléndez) | Cambios: Santiago Vernazza (Micheli, 82') |
| Amonestados:                                                       | Amonestados:                              |

|                                            |
| Bandera de Argentina                       |
| Campeón Argentina 10.º título (7.º trofeo) |

### Goleadores
8 goles
- Rodolfo Micheli

6 goles
- Enrique Hormazábal
- Gómez Sánchez

5 goles
- Máximo Rolón

4 goles
- Manuel Muñoz

3 goles
- José Borello
- Ángel Labruna
- Jorge Robledo
- René Meléndez
- Isidro Matute
- Julio Abbadie
- Américo Galván
- Óscar Míguez

2 goles
- Ernesto Grillo
- Díaz Zambrano

1 gol
- Ricardo Bonelli
- Carlos Cecconato
- Ramírez Banda
- Washington Villacreses
- Eulogio Martínez
- Salvador Villalba
- Guillermo Barbadillo
- Félix Castillo
- Cornelio Heredia
- Roberto Castillo
- Alberto Terry
- Carlos Borges
- Julio Pérez
- Walter Morel

Autogol

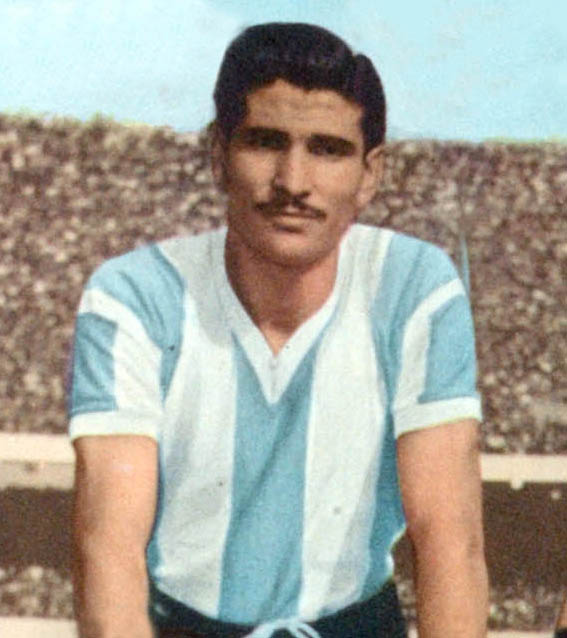
Rodolfo Micheli fue el goleador del torneo.

- Honorato Gonzabay (ante Perú)

### Mejor jugador del torneo
- Enrique Hormazábal.[3]